# Hauenstein (Verbandsgemeinde)
Hauenstein est une Verbandsgemeinde (collectivité territoriale) de l'arrondissement du Palatinat-Sud-Ouest dans la Rhénanie-Palatinat en Allemagne. Le siège de cette Verbandsgemeinde est dans la ville de Hauenstein.
La Verbandsgemeinde de Hauenstein consiste en cette liste d'Ortsgemeinden (municipalités locales) :

Localisation du Verbandsgemeinde de Hauenstein dans l'arrondissement de Palatinat-Sud-Ouest

1. Darstein
2. Dimbach
3. Hauenstein
4. Hinterweidenthal
5. Lug
6. Schwanheim
7. Spirkelbach
8. Wilgartswiesen